# Boussès
Boussès é uma comuna francesa na região administrativa da Nova Aquitânia, no departamento Lot-et-Garonne. Estende-se por uma área de 46 km². Em 2010 a comuna tinha 37 habitantes (densidade: 0,8 hab./km²).